# Oegekloostermolen
De Oegekloostermolen (Fries: Oegekleastermûne) is een poldermolen enkele honderden meters ten zuidwesten van het Friese dorp Hartwerd, dat in de Nederlandse gemeente Súdwest-Fryslân ligt.

## Beschrijving
De Oegekloostermolen, een spinnenkopmolen, werd voor 1830 gebouwd ten behoeve van de bemaling van de 90 pondemaat (ca. 33 ha) grote polder Hartwerd-West, die vroeger de Polder Knol werd genoemd. De vroegere eigenaars, de gebroeders Knol, verkochten de molen in 1981 aan de Vereniging De Hollandsche Molen, die hem in 1986 liet restaureren. In 1988 kwam hij in het bezit van de Stichting De Fryske Mole. Een jaar later verloor de molen zijn functie als hoofdbemaler van de polder. Hij is echter op vrijwillige basis nog regelmatig in bedrijf. Hij is een van vier spinnenkopmolens in Friesland met een achtkante ondertoren. Om te voorkomen dat de molen bij een zware storm omwaait, is het onderhuis ervan verzwaard met enkele grote keien. De Oegekloostermolen is op afspraak te bezichtigen.
In 2006 werd de molen door het Wetterskip Fryslân aangewezen als reservegemaal in geval van wateroverlast.

## Zie ook

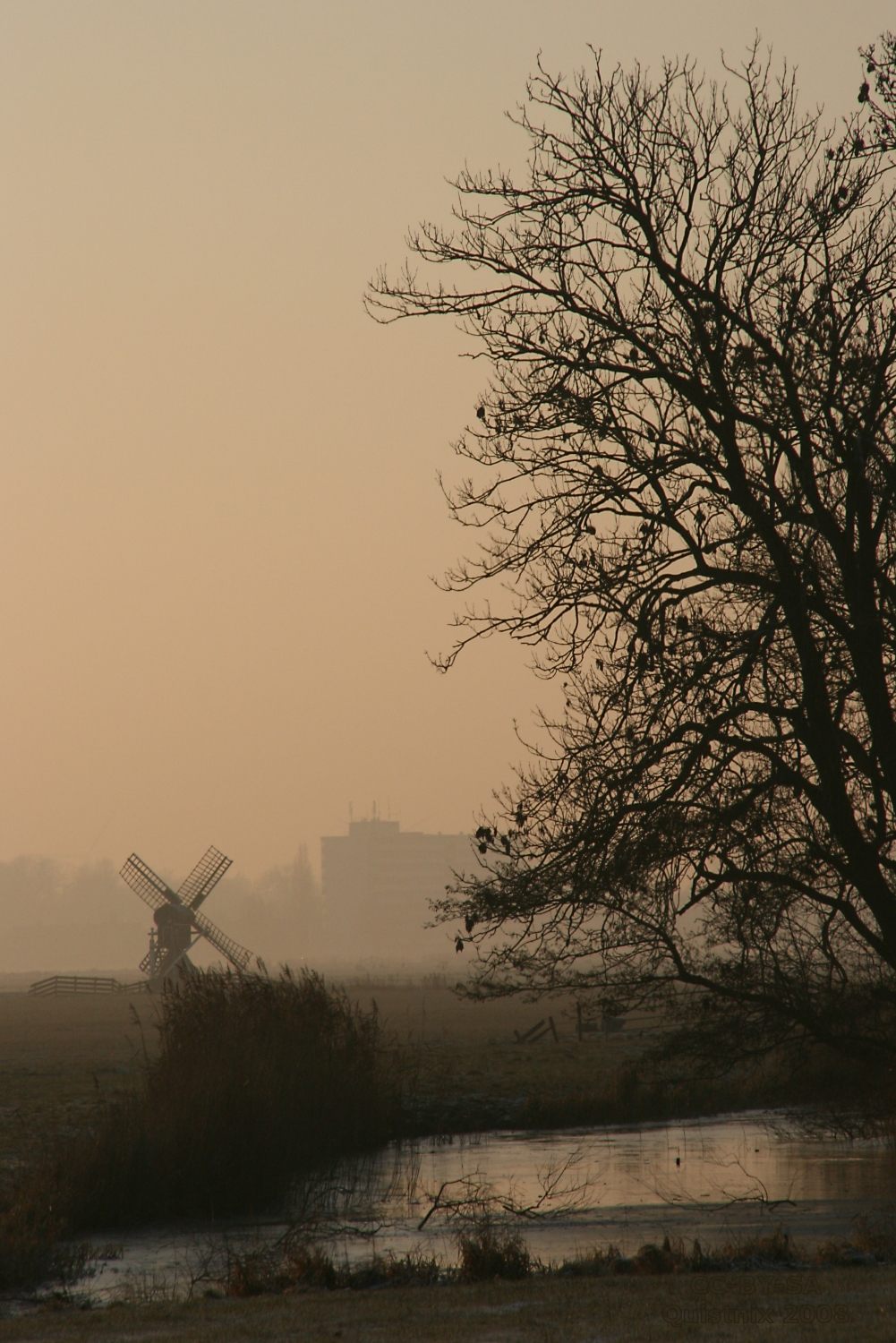
De molen vanuit de verte